# Opel Meriva
Opel Meriva – samochód osobowy typu minivan klasy aut miejskich produkowany przez niemiecką markę Opel w latach 2003 – 2017.

## Pierwsza generacja

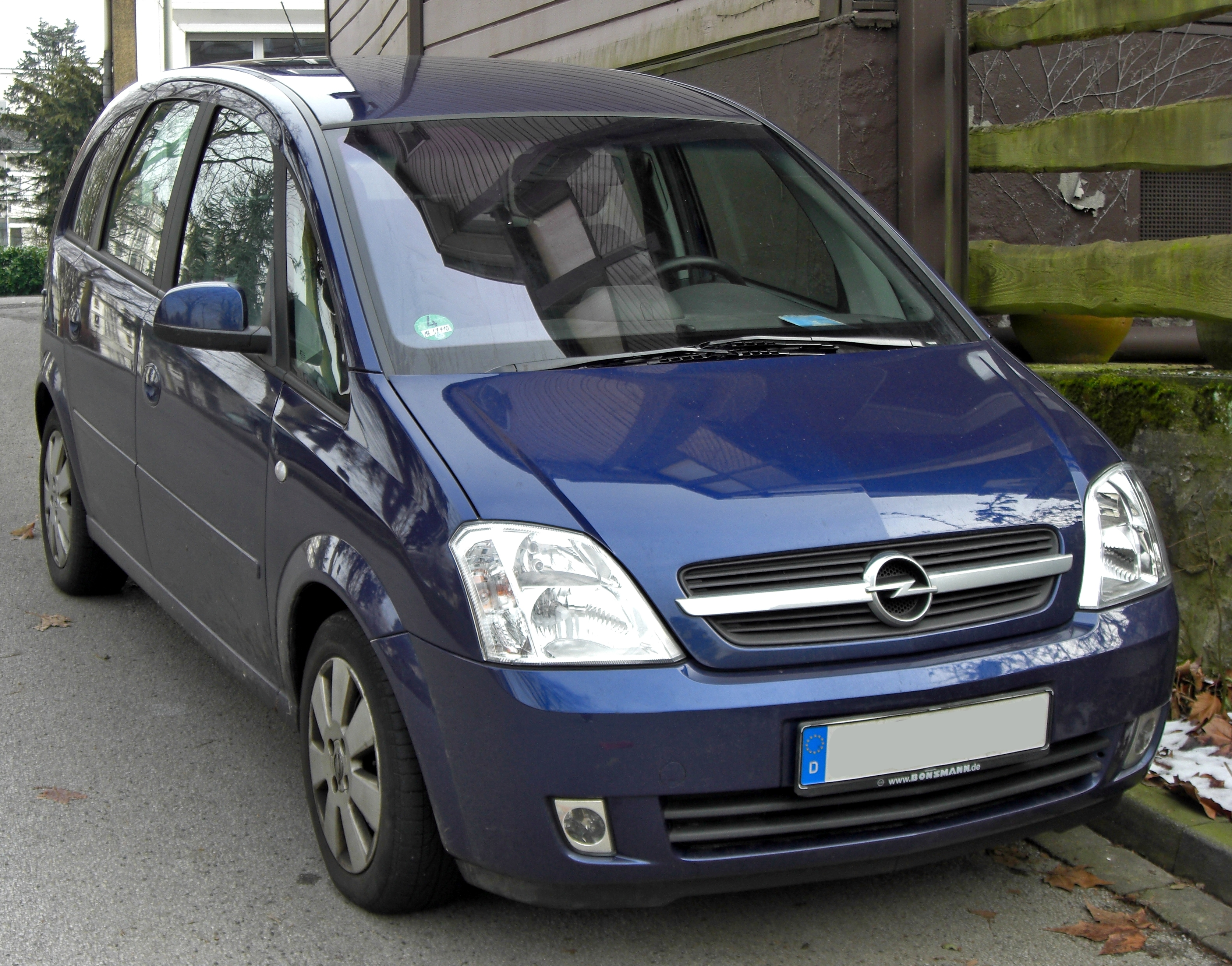
Opel Meriva A przed liftingiem

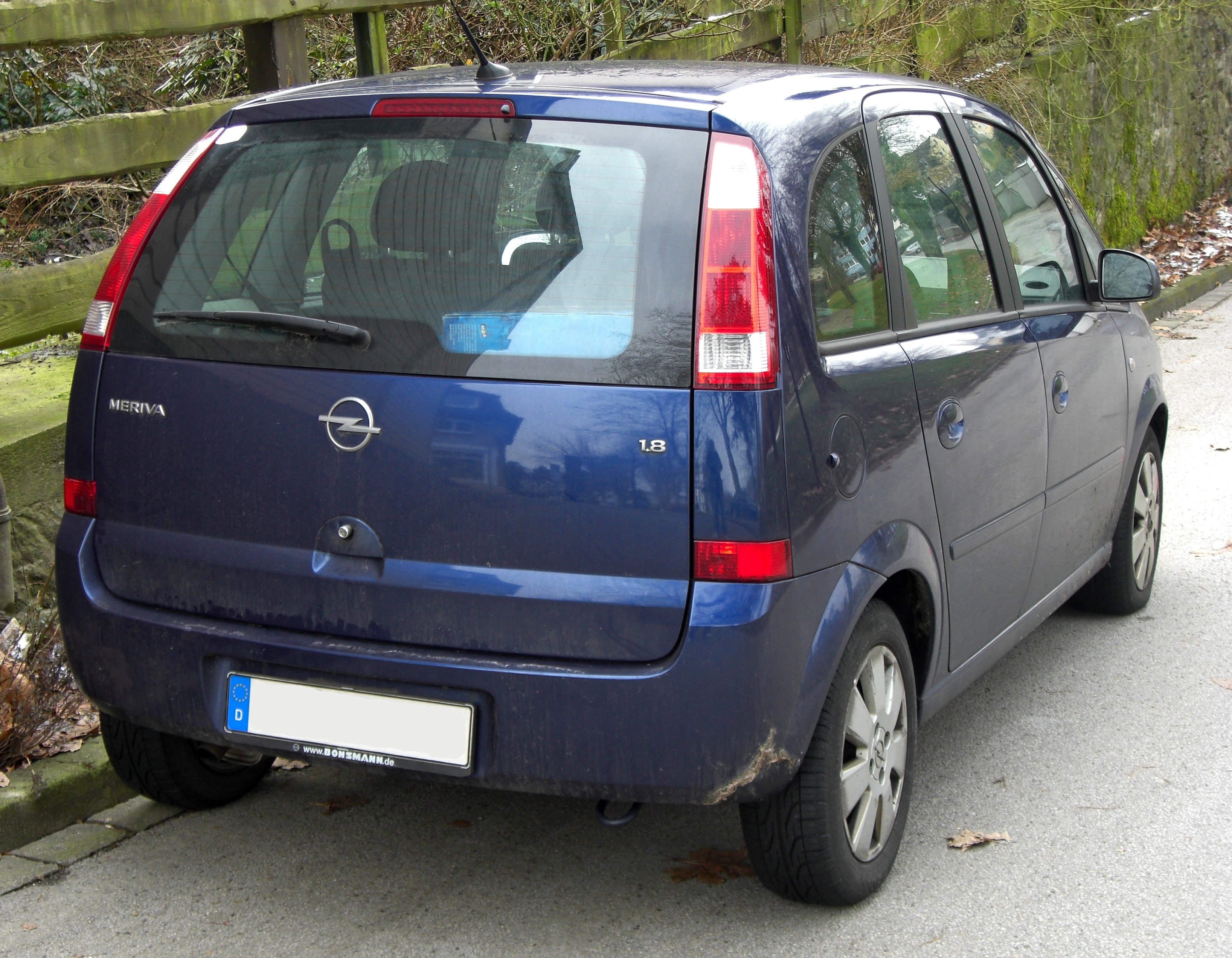
Opel Meriva A – tył przed liftingiem

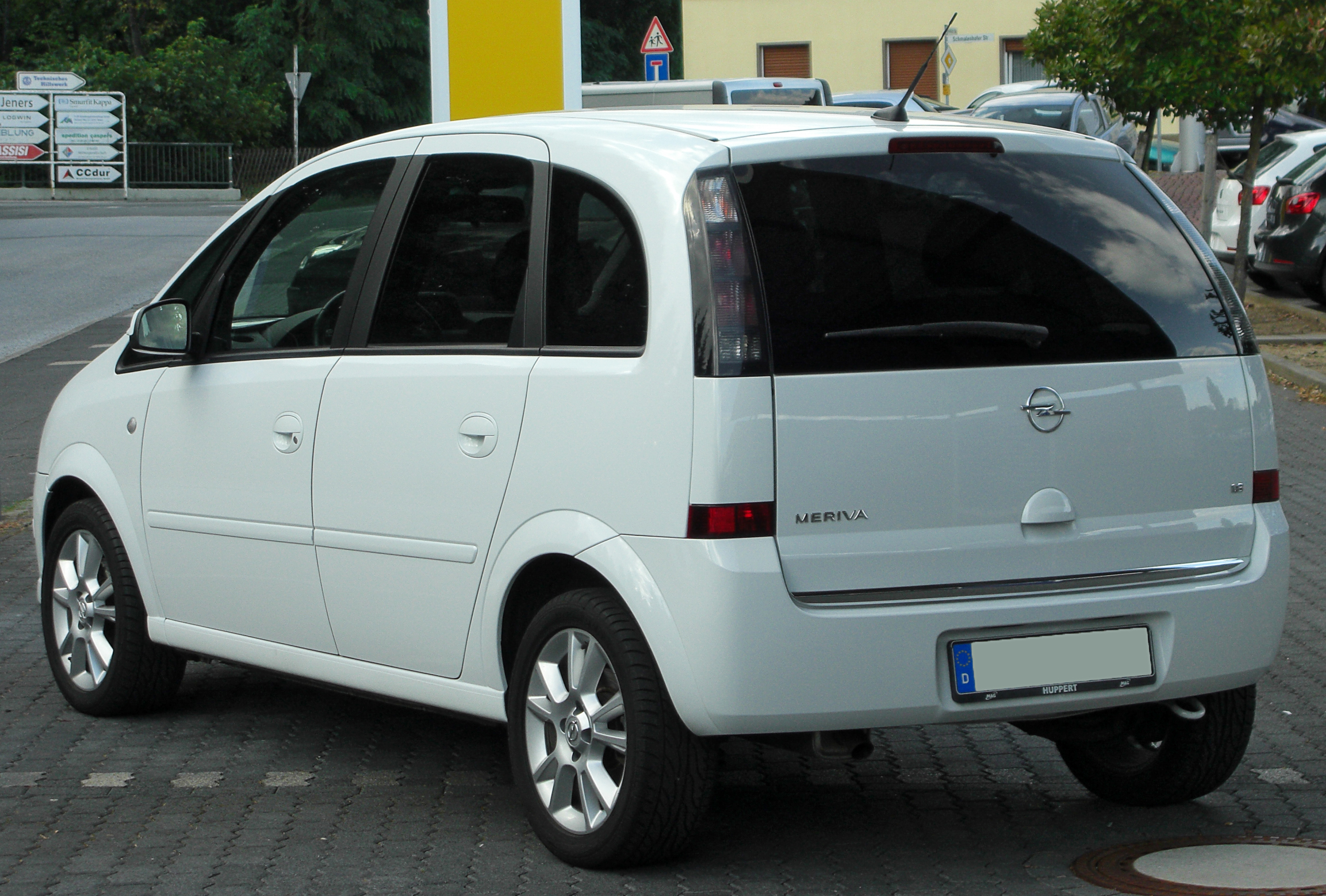
Opel Meriva A – tył po liftingu

Opel Meriva A został po raz pierwszy zaprezentowany podczas targów motoryzacyjnych w Paryżu w 2002 roku.
Auto pod względem wielkości plasuje się pomiędzy Oplem Agilą a Zafirą. Wyposażony w system aranżacji wnętrza Flex Space, który umożliwia łatwe przesuwanie i składanie siedzeń, co pozwala na modelowanie przestrzeni bagażowej, która może być zupełnie płaska.

### Face lifting
W 2005 roku na targach w Bolonii zaprezentowano wersję po faceliftingu. Zmieniono m.in. atrapę chłodnicy, przedni zderzak, tylne lampy oraz klapę bagażnika. We wnętrzu pojazdu wprowadzono nową grafikę zegarów oraz dodano chromowane elementy wykończenia. Pod maską wprowadzono nowy silnik wysokoprężny 1.3 CDTi, oraz benzynowy 1.6 Twinport. Dodano również nowe elementy wyposażenia opcjonalnego w tym m.in. elektryczne odblokowanie tylnej klapy czy też bi-halogenowe lampy AFL.

### Opel Meriva OPC
W 2005 roku wraz z face liftingiem pojazdu wprowadzono usportowioną odmianę pojazdu sygnowaną logiem OPC (Opel Performance Center). Wyposażono ją w benzynowy silnik 1.6 Turbo o mocy 180 KM, który pozwala samochodowi przyśpieszyć do pierwszej setki w 8,2 sekundy, oraz rozwinąć prędkość maksymalną na poziomie 222 km/h. Samochody z serii OPC posiadają charakterystyczny przedni spoiler z centralnym wlotem powietrza, siedemnasto- lub osiemnastocalowe felgi w charakterystycznym dla wersji OPC sześcioramiennym układzie, mocno zarysowane progi drzwi, niebieskie zaciski hamulców i trapezoidalną końcówkę rury wydechowej. Wewnątrz odnaleźć można wysokiej jakości sportowe fotele Recaro i specjalne sportowe wskaźniki, jak również skórzane wykończenie kierownicy i końcówki dźwigni zmiany biegów.

### Chevrolet Meriva
Od 2002 do 2012 roku samochód był także sprzedawany w Ameryce Południowej jako Chevrolet Meriva.

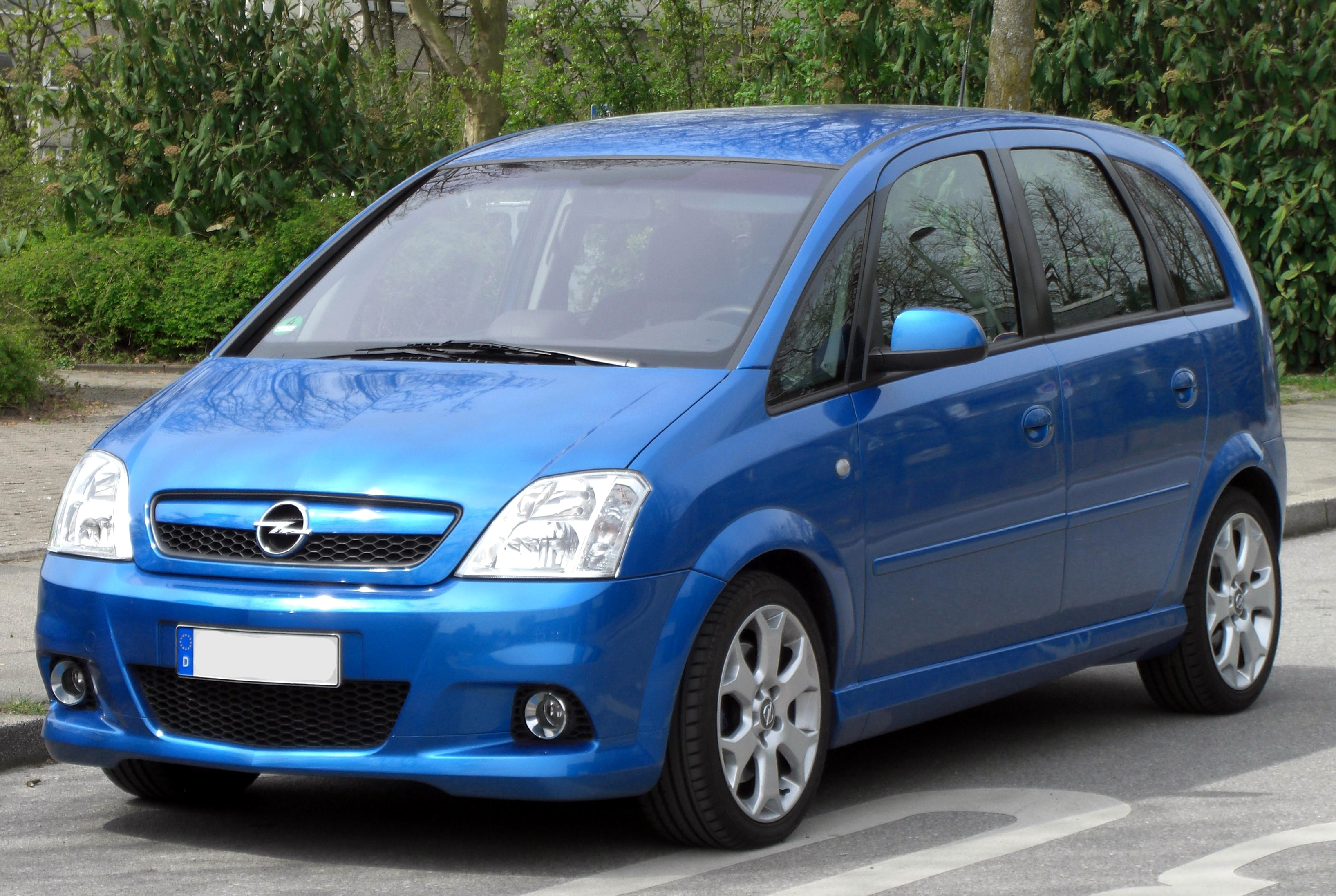
Opel Meriva OPC

### Wersje wyposażeniowe
- Essentia
- Life
- Enjoy
- Cosmo
- OPC

### Silniki
| Parametry                                   | Silnik       | Silnik     | Silnik     | Silnik       | Silnik     | Silnik        | Silnik        | Silnik        | Silnik        | Silnik        |
| ------------------------------------------- | ------------ | ---------- | ---------- | ------------ | ---------- | ------------- | ------------- | ------------- | ------------- | ------------- |
| Nazwa                                       | 1.4 Twinport | 1.6        | 1.6 16V    | 1.6 Twinport | 1.8 16V    | 1.3 CDTI      | 1.7 DTI       | 1.7 CDTI      | 1.7 CDTI      | 1.6 Turbo OPC |
| Typ silnika                                 | DOHC         | SOHC       | DOHC       | DOHC         | DOHC       | DOHC          | DOHC          | DOHC          | DOHC          | DOHC          |
| Pojemność silnika (cm³)                     | 1364         | 1598       | 1598       | 1598         | 1796       | 1248          | 1686          | 1686          | 1686          | 1598          |
| Moc (KM przy obr. na min.)                  | 90/5600      | 87/5400    | 101/6000   | 105/6000     | 125/6000   | 75/4000       | 75/4400       | 101/4400      | 125/4400      | 180/5500      |
| Moment obrotowy (Nm na min.)                | 125/4000     | 138/2600   | 150/3600   | 150/3900     | 165/4600   | 170/1750      | 165/1800      | 240/2300      | 280/2300      | 230/2200-5500 |
| Paliwo                                      | 95 (Super)   | 95 (Super) | 95 (Super) | 95 (Super)   | 95 (Super) | Olej napędowy | Olej napędowy | Olej napędowy | Olej napędowy | 95 (Super)    |
| Prędkość maksymalna (km/h)                  | 168          | 169        | 178        | 181          | 190        | 157           | 161           | 178           | 195           | 222           |
| Przyspieszenie 0-100 km/h (w sekundach)     | 13,8         | 14,5       | 13,3       | 13,3         | 11,3       | 17,8          | 17,0          | 13,4          | 10,9          | 8,2           |
| Zużycie paliwa w mieście (l/100km)          | 8,3          | 10,5       | 10,0       | 8,8          | 10,9       | 6,2           | 6,9           | 6,7           | 6,8           | 10,4          |
| Zużycie paliwa na trasie (l/100km)          | 5,3          | 5,9        | 5,5        | 5,5          | 6,1        | 4,3           | 4,5           | 4,5           | 4,6           | 6,3           |
| Zużycie paliwa w trybie mieszanym (l/100km) | 6,4          | 7,8        | 7,3        | 6,7          | 7,9        | 5,0           | 5,4           | 5,3           | 5,4           | 7,8           |

## Druga generacja

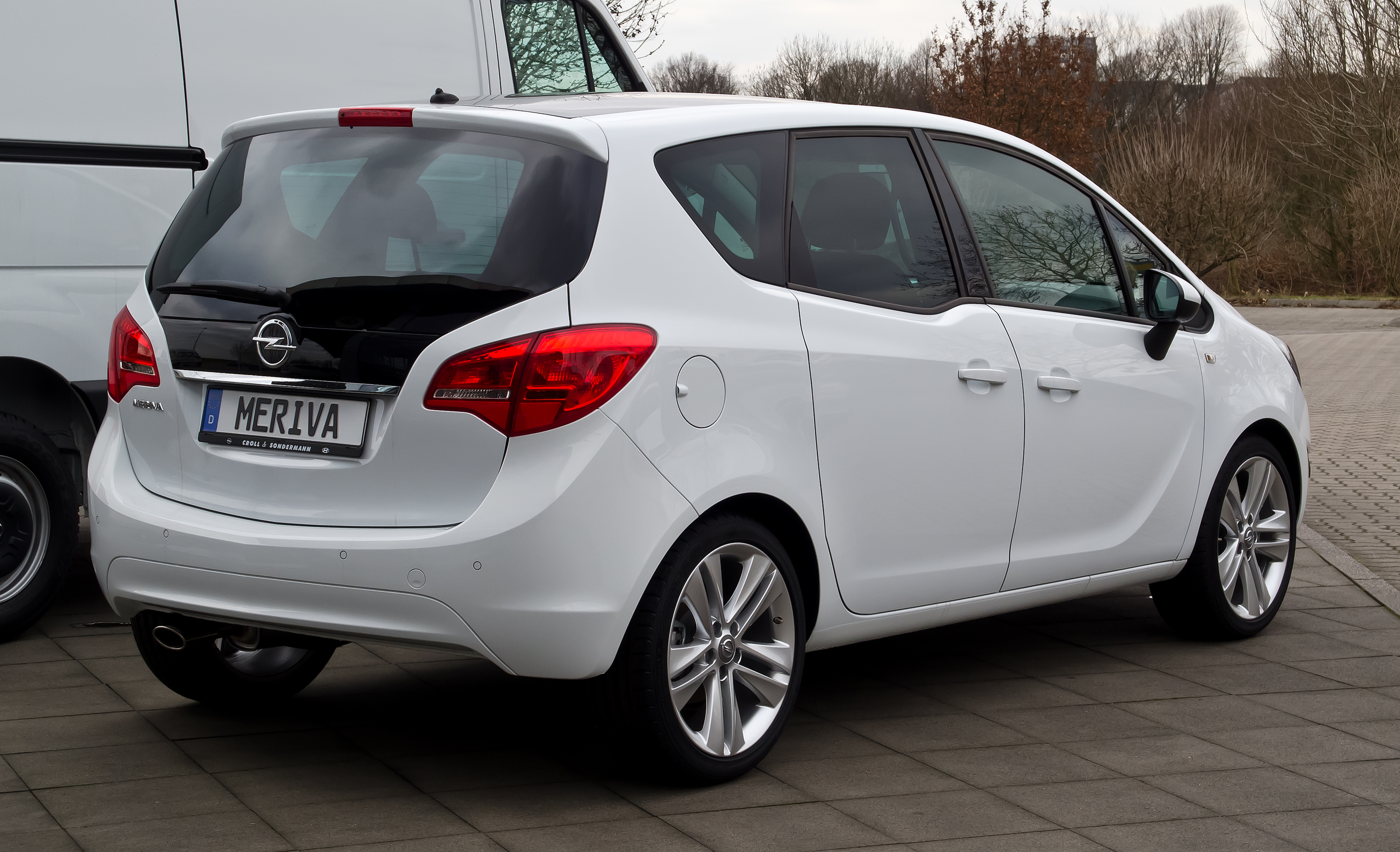
Opel Meriva B – tył

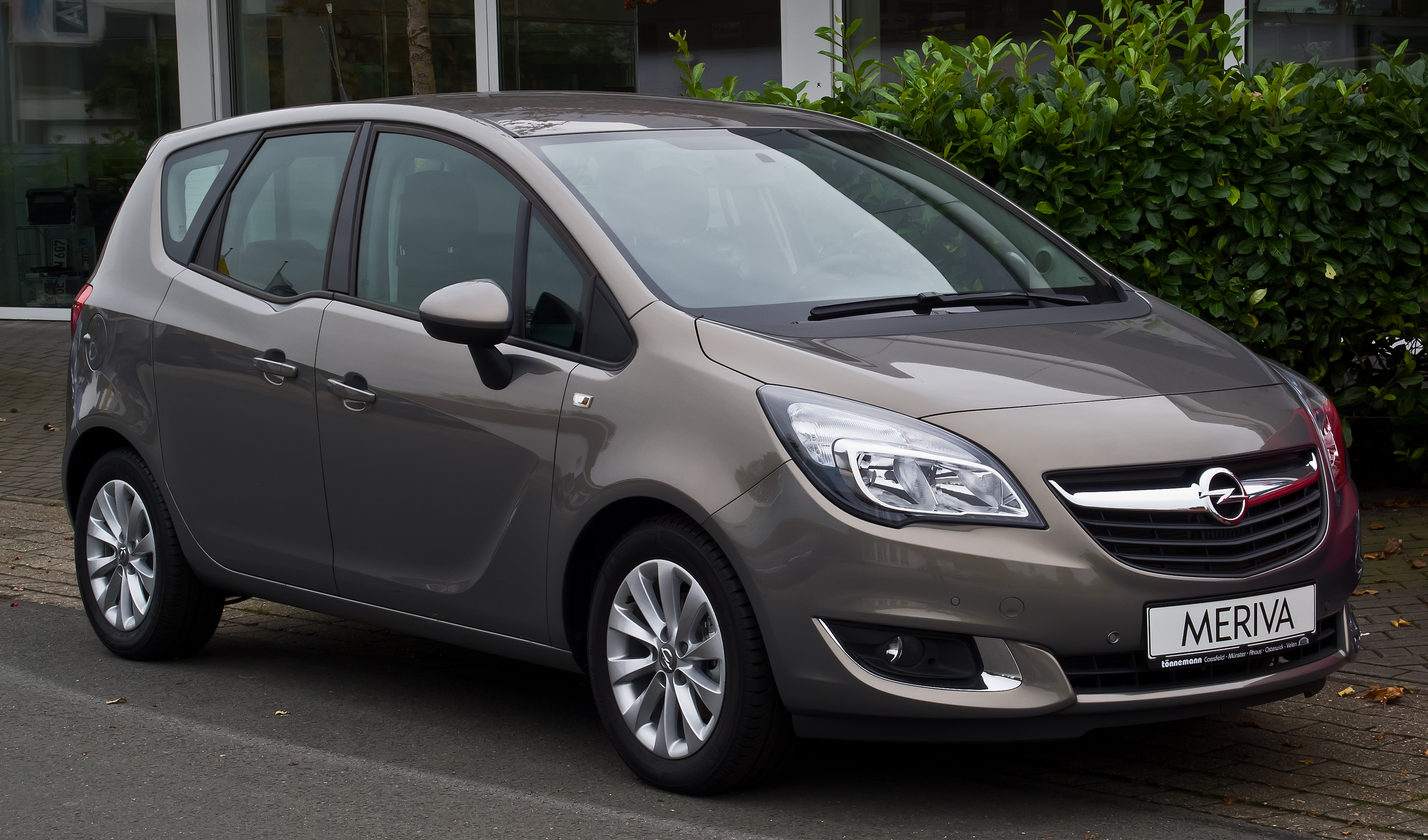
Opel Meriva B po liftingu

Opel Meriva B został po raz pierwszy zaprezentowany podczas targów motoryzacyjnych w Genewie w 2010 roku.
Samochód został zbudowany na platformie GM Fiat SCCS, wspólnej z m.in. Corsą D i Combo D. Samochód wyposażono w system FlexDoor pozwalający na otwieranie drzwi tylnych pod kątem 84 stopni, przeciwnie do kierunku jazdy samochodu. Auto kontynuuje nowy styl zaprezentowany przez Opla Insignię i Astrę IV, zaprojektowane zostało w ośrodku konstrukcyjnym Opla w Niemczech w Rüsselsheim am Main. W plebiscycie na Europejski Samochód Roku 2011 pojazd zajął 3. pozycję (za Nissanem Leaf i Alfą Romeo Giulietta).
Jesienią 2013 roku zaprezentowano Opla Merivę po face liftingu. W samochodzie zmieniono m.in. atrapę chłodnicy, światła przednie i zderzak.
W 2016 roku sprzedano w Polsce 2423 egzemplarze Opla Merivy, dzięki czemu zajął 49 lokatę wśród najchętniej wybieranych samochodach w kraju.

### Następca
Już w 2015 roku pojawiły się informacje, że trzecie wcielenie Merivy przyjmie formę miejskiego crossovera opracowanego wspólnie z koncernem PSA, który przyjmie w gamie bardziej rodzinnej alternatywy dla Mokki, która była bardziej lifestylową propozycją. Informacje potwierdziły zdjęcia przedprodukcyjnych, zamaskowanych prototypów następcy drugiego wcielenia Merivy spotykane na drogach w 2016 roku. W listopadzie 2016 roku Opel oficjalnie zapowiedział swój nowy model, który, otrzymał nową nazwę – Crossland X.
Łącznie powstały dwie generacje Merivy.

### Wersje wyposażenia[11]
- Essentia
- Enjoy
- Cosmo
- Design Edition – wersja specjalna

Standardowe wyposażenie podstawowej wersji Essentia obejmuje m.in. system ESP, 2 poduszki powietrzne, asystent ruszania na pochyleniach, klimatyzację manualną, radioodtwarzacz z CD/MP3 i 4 głośnikami, elektrycznie regulowane szyby przednie, elektrycznie regulowane i podgrzewane lusterka, centralny zamek z pilotem, elektroniczny hamulec postojowy, czujniki ciśnienia w oponach, kolumna kierownicza regulowana w dwóch płaszczyznach, oraz tylne drzwi FlexDoors.
Bogatsza wersja Enjoy dodatkowo wyposażona jest w m.in. 6 poduszek powietrznych, aktywne zagłówki foteli przednich, komputer pokładowy, tempomat, sterowanie radiem z kierownicy, oraz kierownicę obszytą skórą.
Topowa wersja Cosmo została ponad to wyposażona w m.in. światła do jazdy dziennej LED, tapicerkę półskórzaną, klimatyzacje automatyczną dwustrefową, system OnStar, 16 calowe felgi aluminiowe, czujniki parkowania przednie i tylne, elektrycznie regulowane szyby tylne, przyciemniane szyby, reflektory przeciwmgielne, a także podłokietnik przedni.
W zależności od wersji wyposażenia samochód opcjonalnie wyposażyć mogliśmy w m.in. 17 lub 18-calowe felgi aluminiowe, lakier metalizowany, panoramiczne okno dachowe, bagażnik rowerowy wbudowany w tylny zderzak FlexFix, pełnowymiarowe koło zapasowe, pełne światła tylne LED, a nawet elektrycznie regulowane sportowe fotele przednie AGR.

### Silniki[11]
| Silnik                  | Pojemność skokowa [cm³] | Typ silnika        | Moc maksymalna [KM] przy obr./min | Maks. moment obrotowy [Nm] przy obr./min | Przyspieszenie 0-100 km/h [s] | Prędkość maks. [km/h] | Zużycie paliwa (cykl mieszany) [l/100 KM] |                    |                    |
| Silniki benzynowe:      | Silniki benzynowe:      | Silniki benzynowe: | Silniki benzynowe:                | Silniki benzynowe:                       | Silniki benzynowe:            | Silniki benzynowe:    | Silniki benzynowe:                        | Silniki benzynowe: | Silniki benzynowe: |
| ----------------------- | ----------------------- | ------------------ | --------------------------------- | ---------------------------------------- | ----------------------------- | --------------------- | ----------------------------------------- | ------------------ | ------------------ |
| 1.4 Twinport Ecotec     | 1398                    | R4                 | 100 (74)/6000                     | 130/4000                                 | 14,0                          | 177                   | 6,0                                       |                    |                    |
| 1.4 Turbo Ecotec        | 1364                    | R4                 | 120 (88)/4200-6000                | 175/1750-4800                            | 11,3 AT6: 11,9                | 188 AT6: 185          | 5,9 AT6: 7,1                              |                    |                    |
| 1.4 Turbo Ecotec LPG    | 1364                    | R4                 | 120 (88)/4200-6000                | 175/1750-4800                            | 11,5                          | 188                   | 5,9 LPG: 7,4                              |                    |                    |
| 1.4 Turbo Ecotec        | 1364                    | R4                 | 140 (103)/4900-6000               | 200/1850-4900                            | 10,1 AT6: 11,1                | 196 AT6: 193          | 6,3 AT6: 7,1                              |                    |                    |
| Silniki wysokoprężne:   |                         |                    |                                   |                                          |                               |                       |                                           |                    |                    |
| 1.6 CDTi Ecotec ecoFLEX | 1598                    | R4                 | 95 (70)/3500                      | 280/1500-1750                            | 13.8                          | 174                   | 4,0                                       |                    |                    |
| 1.6 CDTi Ecotec         | 1598                    | R4                 | 110 (81)/3500                     | 300/1850-2000                            | 12,5                          | 185                   | 4,0                                       |                    |                    |
| 1.6 CDTi Ecotec         | 1598                    | R4                 | 136 (100)/3500-4000               | 320/2000                                 | 9,9                           | 197                   | 4,4                                       |                    |                    |